# أولان هوت
أولان هوت (بالصينية: 乌兰浩特市) هي مدينة على مستوى مقاطعة، شرق منغوليا الداخلية في الصين، تقع في Hinggan League ‏،كانت تُعرف سابقًا باسم وانجين سوم، وأصبحت المدينة أول عاصمة لمنغوليا الداخلية، أول منطقة تتمتع بالحكم الذاتي في الصين، في 1 مايو 1947، حتى انتقلت العاصمة الإقليمية إلى تشانغجياكو في أواخر ديسمبر 1949؛ ثم انتقلت العاصمة الإقليمية مرة أخرى في يونيو 1952 إلى هوهوت، والتي تظل العاصمة حتى يومنا هذا. بلغ عدد سكانها 327,081 نسمة وذلك حسب إحصائيات سنة 2010، تبلغ مساحتها 779 كيلومتر مربع، رمزها البريدي هو 137400.

## المناخ
يظهر الجدول التالي التغييرات المناخية على مدار السنة لأولان هوت:
| البيانات المناخية لـأولان هوت      | البيانات المناخية لـأولان هوت | البيانات المناخية لـأولان هوت | البيانات المناخية لـأولان هوت | البيانات المناخية لـأولان هوت | البيانات المناخية لـأولان هوت | البيانات المناخية لـأولان هوت | البيانات المناخية لـأولان هوت | البيانات المناخية لـأولان هوت | البيانات المناخية لـأولان هوت | البيانات المناخية لـأولان هوت | البيانات المناخية لـأولان هوت | البيانات المناخية لـأولان هوت | البيانات المناخية لـأولان هوت |
| الشهر                              | يناير                         | فبراير                        | مارس                          | أبريل                         | مايو                          | يونيو                         | يوليو                         | أغسطس                         | سبتمبر                        | أكتوبر                        | نوفمبر                        | ديسمبر                        | المعدل السنوي                 |
| ---------------------------------- | ----------------------------- | ----------------------------- | ----------------------------- | ----------------------------- | ----------------------------- | ----------------------------- | ----------------------------- | ----------------------------- | ----------------------------- | ----------------------------- | ----------------------------- | ----------------------------- | ----------------------------- |
| الدرجة القصوى °م (°ف)              | 6.0 (42.8)                    | 11.7 (53.1)                   | 23.5 (74.3)                   | 31.7 (89.1)                   | 38.3 (100.9)                  | 40.3 (104.5)                  | 39.7 (103.5)                  | 37.1 (98.8)                   | 32.5 (90.5)                   | 29.9 (85.8)                   | 18.9 (66.0)                   | 7.7 (45.9)                    | 40.3 (104.5)                  |
| متوسط درجة الحرارة الكبرى °م (°ف)  | −8.6 (16.5)                   | −4.0 (24.8)                   | 3.8 (38.8)                    | 14.3 (57.7)                   | 22.2 (72.0)                   | 26.5 (79.7)                   | 28.1 (82.6)                   | 26.9 (80.4)                   | 21.3 (70.3)                   | 12.6 (54.7)                   | 1.2 (34.2)                    | −6.5 (20.3)                   | 11.5 (52.7)                   |
| المتوسط اليومي °م (°ف)             | −15.0 (5.0)                   | −11.1 (12.0)                  | −3.0 (26.6)                   | 7.2 (45.0)                    | 15.2 (59.4)                   | 20.4 (68.7)                   | 22.9 (73.2)                   | 21.0 (69.8)                   | 14.4 (57.9)                   | 5.6 (42.1)                    | −4.9 (23.2)                   | −12.4 (9.7)                   | 5.0 (41.1)                    |
| متوسط درجة الحرارة الصغرى °م (°ف)  | −20.3 (−4.5)                  | −17.1 (1.2)                   | −9.6 (14.7)                   | 0.0 (32.0)                    | 7.7 (45.9)                    | 14.3 (57.7)                   | 17.8 (64.0)                   | 15.4 (59.7)                   | 8.0 (46.4)                    | −0.4 (31.3)                   | −9.9 (14.2)                   | −17.2 (1.0)                   | −0.9 (30.3)                   |
| أدنى درجة حرارة °م (°ف)            | −33.7 (−28.7)                 | −31.2 (−24.2)                 | −25.4 (−13.7)                 | −13.6 (7.5)                   | −4.5 (23.9)                   | 2.9 (37.2)                    | 10.4 (50.7)                   | 6.0 (42.8)                    | −3.5 (25.7)                   | −17.4 (0.7)                   | −26.4 (−15.5)                 | −32.9 (−27.2)                 | −33.7 (−28.7)                 |
| الهطول مم (إنش)                    | 1.3 (0.05)                    | 2.3 (0.09)                    | 4.8 (0.19)                    | 14.8 (0.58)                   | 28.8 (1.13)                   | 93.4 (3.68)                   | 148.6 (5.85)                  | 89.4 (3.52)                   | 37.3 (1.47)                   | 16.8 (0.66)                   | 3.2 (0.13)                    | 1.9 (0.07)                    | 442.6 (17.42)                 |
| متوسط أيام هطول الأمطار (≥ 0.1 mm) | 1.6                           | 2.5                           | 3.2                           | 3.9                           | 6.8                           | 12.3                          | 13.8                          | 10.9                          | 7.9                           | 3.9                           | 2.7                           | 2.6                           | 72.1                          |
| المصدر: Weather China              |                               |                               |                               |                               |                               |                               |                               |                               |                               |                               |                               |                               |                               |

## التقسيمات الإدارية
- Tabin Ortoo  [لغات أخرى]‏
- Ilalt Town  [لغات أخرى]‏.